# Costo pieno
Il costo pieno (full cost) è una definizione di costo che tiene conto di tutte le componenti di spesa sostenute (costi generali, oneri finanziari, imposte). Tale configurazione permette di non trascurare alcun costo, ma necessita di un processo di attribuzione dei costi molto dettagliato e complesso.
Il costo pieno integra il costo diretto con la quota di costi che derivano dall'allocazione dei centri ausiliari (detti anche funzionali) sui centri principali. Per questo, la definizione di costo pieno ha significato solo per i centri definiti come “principali”. In tale accezione, trova applicazione come indice principale dei sistemi di controllo di gestione.
In senso più specifico, il principio del costo pieno è stato individuato dagli economisti inglesi R. L. Hall e  C. J. Hitch come il criterio seguito dalle imprese nella determinazione del prezzo di vendita, a seguito di una ricerca empirica che aveva coinvolto l'intero gruppo di economisti di Oxford.
Dalla ricerca era risultato che le imprese non cercano l'eguaglianza tra ricavo e costo marginali, supposta dalla teoria economica marginalista; invece:
«viene preso come base il costo primo (o "diretto") unitario, vengono aggiunte una percentuale per coprire il costo fisso (o "indiretto") e un'ulteriore percentuale convenzionale (spesso il 10 per cento) per il profitto» 
In Oligopolio e progresso tecnico, Sylos Labini formalizza come segue il principio del costo pieno:
- {\displaystyle x}: quantità prodotta;
- {\displaystyle p}: prezzo unitario;
- {\displaystyle k}: costo fisso (quote di ammortamento e spese di amministrazione);
- {\displaystyle v}: costo diretto unitario medio, o costo primo, o costo variabile unitario medio (costituito dal costo del lavoro, delle materie prime e dell'energia impiegata);
- {\displaystyle q'}: percentuale volta a coprire il costo fisso, tale che {\displaystyle q'v=k/x};
- {\displaystyle q''}: percentuale volta a far ottenere un profitto netto {\displaystyle g}, tale che {\displaystyle q''v=g};
- {\displaystyle p=v+q'v+q''v}; ovvero, ponendo {\displaystyle q=q'+q''}, {\displaystyle p=(1+q)v}.

Nel caso di un aumento del costo diretto (costo variabile unitario) da {\displaystyle v_{1}} a {\displaystyle v_{2}}, si ha:
{\displaystyle p_{2}=(1+q)v_{2}={\frac {p_{1}}{v_{1}}}v_{2}}.
Secondo Hall e Hitch, il prezzo, una volta che è stato fissato, tende a rimanere costante a meno di variazioni dei costi che riguardino tutte le imprese, in quanto viene assunta una curva di domanda ad angolo.